# Campionato italiano a squadre di calcio da tavolo 2003
Il Campionato italiano a squadre di calcio da tavolo del 2003 si è svolto a Napoli, il girone di andata, e a Castiglion del Lago, il girone di ritorno.

## Risultati

### Classifica Finale 2002/03
|  | Classifica Finale 2002/03 | P  |
|  | ------------------------- | -- |
|  | CCT Eagles                | 36 |
|  | ACS Perugia               | 31 |
|  | TSC Black Rose '98        | 25 |
|  | CS Reggiana               | 23 |
|  | CCT Roma                  | 20 |
|  | TSC Stella Artois Milano  | 14 |
|  | CCT Black & Blue Pisa     | 5  |
|  | DLF Falconara             | 5  |

## Formazione della Squadra Campione D'Italia
| Bolognino Massimo  |
| Mettivieri Antonio |
| Hanotiaux Alan     |
| Delogne Gil        |
| Varriale Vincenzo  |
| ------------------ |